# Ryōji Arai
Ryōji Arai ( 荒井良二 Arai Ryōji), född 1956 i Yamagata prefektur, är en japansk illustratör, som uppmärksammats för barns bilderböcker.

## Biografi
Arai fick sin utbildning på Nihon Daigaku, College of Art.  Han gör olika sorters bilderböcker: pekböcker, nonsensbilderböcker, folksagobilderböcker och poetiska bilderböcker. Som många illustratörer arbetar han även med bokomslag, illustrationer till tidskrifter, reklam och scenografi.